# José Marante
José Manuel Marante (n. Buenos Aires, Argentina, 27 de febrero de 1915 m. 27 de agosto de 1993) conocido por su apodo «Perico» fue un futbolista argentino que se desempeñaba en la posición de defensor central. Desarrolló la mayor parte de su carrera en Boca Juniors, club en el cual conquistó un total de ocho títulos y donde es considerado un ídolo en la década de 1940.
Fue internacional con la Selección de fútbol de Argentina, con la cual conquistó la Copa América en su edición de 1947 (en aquel momento el torneo se denominaba "Campeonato Sudamericano de Selecciones"). 

## Biografía

### Trayectoria como futbolista

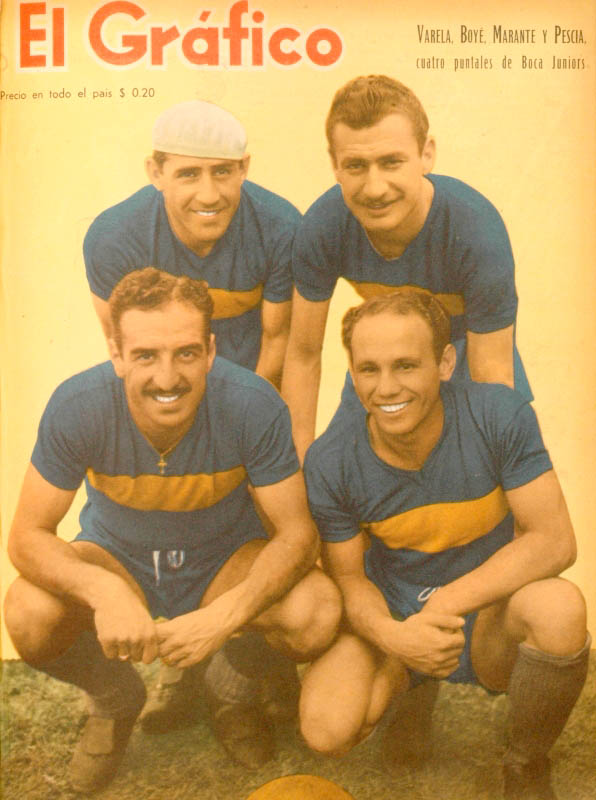
Severino Varela, Mario Boyé, José Marante y Natalio Pescia

Luego de comenzar a jugar en las divisiones inferiores de Boca Juniors, debutó en la primera fecha del campeonato en el año 1934, con sólo 19 años.
Ese año jugó tres partidos más en el primer equipo, haciendo pareja con el paraguayo Echeverry y Piaggio. Cuando llegó Domingos da Guía fue definitivamente suplente del brasileño, hasta que, en el 38 pareció llegar su oportunidad. Jugó 25 partidos integrando con Menéndez y Valussi la zaga defensora. Ese año llegó a Boca un atajador, Claudio Vacca, y así se formó por primera vez el terceto: Vacca, Marante y Valussi.
A principios de 1939 llegó el momento de arreglar el contrato, y Marante, que había jugado la mayor parte del campeonato, exigió una suma de dinero que fue considerada desmesurada por los dirigentes. Allí comenzó el conflicto, que terminó con su paso a préstamo al club Ferro Carril Oeste, para regresar en el 40 donde recién, dos años más tarde, le llegaría la consagración.
Formó parte de la formación de Boca Juniors Bicampeón 1943-44, la cual quedaría para siempre en la memoria de sus hinchas: 
Vacca, Marante, Valussi, Sosa, Lazzatti, Pescia, Boyé, Corcuera, Sarlanga, Varela y Sánchez.
Fue un recio marcador, expeditivo, complementando la riqueza técnica con el temperamento natural.

### Participaciones en la Copa América
| Copa              | Sede    | Resultado |
| ----------------- | ------- | --------- |
| Copa América 1947 | Ecuador | Campeón   |

## Palmarés

### Campeonatos nacionales
| Título                        | Club         | País      | Año  |
| ----------------------------- | ------------ | --------- | ---- |
| Primera División              | Boca Juniors | Argentina | 1934 |
| Copa Ibarguren                | Boca Juniors | Argentina | 1940 |
| Primera División              | Boca Juniors | Argentina | 1940 |
| Primera División              | Boca Juniors | Argentina | 1943 |
| Primera División              | Boca Juniors | Argentina | 1944 |
| Copa de Competencia Británica | Boca Juniors | Argentina | 1946 |

### Campeonatos internacionales
| Título              | Club         | Sede final | Año  |
| ------------------- | ------------ | ---------- | ---- |
| Copa Confraternidad | Boca Juniors | Uruguay    | 1945 |
| Copa Confraternidad | Boca Juniors | Argentina  | 1946 |

| Título       | Selección           | Sede final | Año  |
| ------------ | ------------------- | ---------- | ---- |
| Copa América | Selección Argentina | Ecuador    | 1947 |